# Harmonia Macrocosmica
O Harmonia Macrocosmica é um atlas estelar escrito por Andreas Cellarius e publicado em 1660 por Johannes Janssonius. Contém a representação dos sistemas planetários propostos por Ptolomeu, Copérnico, e Tycho Brahe em lâminas de duodécimo-fólio coloridas manualmente com mais 200 páginas acompanhantes de texto em latim.

## Ligação externa
- Versão digital do Harmonia Macrocosmica (em ingês)